# Kvarntjärnen (Leksands socken, Dalarna)
Kvarntjärnen är en sjö i Leksands kommun i Dalarna och ingår i Dalälvens huvudavrinningsområde. Sjön har en area på 0,132 kvadratkilometer och ligger 182,9 meter över havet. Sjön avvattnas av vattendraget Rältån.

## Delavrinningsområde
Kvarntjärnen ingår i det delavrinningsområde (672587-145490) som SMHI kallar för Ovan 672433-145582. Medelhöjden är 198 meter över havet och ytan är 3,45 kvadratkilometer. Räknas de 5 avrinningsområdena uppströms in blir den ackumulerade arean 36,3 kvadratkilometer. Rältån som avvattnar avrinningsområdet har biflödesordning 2, vilket innebär att vattnet flödar genom totalt 2 vattendrag innan det når havet efter 255 kilometer. Avrinningsområdet består mestadels av skog (49 procent) och jordbruk (28 procent). Avrinningsområdet har 0,13 kvadratkilometer vattenytor vilket ger det en sjöprocent på 3,8 procent.